# Nymphorgerius tryphema
Nymphorgerius tryphema är en insektsart som beskrevs av Alexander Fyodorovich Emeljanov 1982. Nymphorgerius tryphema ingår i släktet Nymphorgerius och familjen Dictyopharidae. Inga underarter finns listade i Catalogue of Life.